# Erich Hartmann
Erich Alfred "Bubi" Hartmann (Weissach, 19 de abril de 1922 — Weil im Schönbuch, 20 de setembro de 1993) foi um piloto de caça alemão durante a Segunda Guerra Mundial e o ás de caça de maior sucesso na história da guerra aérea. Ele voou em 1.404 missões de combate e participou de combates aéreos em 825 ocasiões diferentes. Ele foi creditado por abater um total de 352 aeronaves aliadas, sendo 345 aviões soviéticos e sete da Força Aérea dos Estados Unidos, sendo 260 aeronaves de combate. Durante o curso de sua carreira, Hartmann foi forçado a fazer um pouso forçado de seu caça 16 vezes devido a danos recebidos de partes da aeronave inimiga que ele havia acabado de abater ou falha mecânica.
Hartmann, um piloto de planador do pré-guerra, juntou-se à Luftwaffe em 1940 e completou seu treinamento de piloto de caça em 1942. Ele foi destacado para o veterano Jagdgeschwader 52 (JG 52) na Frente Oriental e teve a sorte de ser colocado sob a supervisão de alguns pilotos de caça mais experientes da Luftwaffe. Sob sua orientação, Hartmann desenvolveu constantemente suas táticas.
Em 29 de outubro de 1943, ele foi premiado com a Cruz de Cavaleiro da Cruz de Ferro por 148 aeronaves inimigas destruídas e as Folhas de Carvalho da Cruz de Cavaleiro por 202 aeronaves abatidas em 2 de março de 1944, seguido pelas Espadas da Cruz de Cavaleiro com Folhas de Carvalho exatamente quatro meses mais tarde, para 268 aeronaves inimigas abatidas. No final das contas, Hartmann ganhou a cobiçada Cruz de Cavaleiro da Cruz de Ferro com Folhas de Carvalho, Espadas e Diamantes em 25 de agosto de 1944 por reivindicar 301 vitórias aéreas. Na época de sua entrega a Hartmann, esta era a condecoração militar mais alta da Alemanha.
Hartmann alcançou sua 352.ª e última vitória aérea ao meio-dia de 8 de maio de 1945, horas antes da rendição alemã. Junto com o restante do JG 52, ele se rendeu às forças do Exército dos Estados Unidos e foi entregue ao Exército Vermelho. Em uma tentativa de pressioná-lo a servir no Exército Nacional Popular da Alemanha Oriental, amigo dos soviéticos, ele foi julgado por crimes de guerra e condenado. Ele foi inicialmente condenado a 20 anos de prisão, depois aumentados para 25 anos, e passou 10 anos em vários campos de prisioneiros e gulags soviéticos até ser libertado em 1955. Em 1997, a Federação Russa (postumamente) o livrou de todas as acusações.
Em 1956, Hartmann juntou-se à recém-criada Força Aérea da Alemanha Ocidental no Bundeswehr e tornou-se o primeiro Geschwaderkommodore do Jagdgeschwader 71 "Richthofen". Ele foi aposentado em 1970, devido à sua oposição à aquisição do F-104 Starfighter. Em seus últimos anos, após o fim de sua carreira militar, ele se tornou instrutor de voo civil. Erich Hartmann morreu em 20 de setembro de 1993 aos 71 anos.

## Início
Erich Hartmann nasceu em 19 de abril de 1922 em Weissach, Württemberg, filho do Dr. Alfred Erich Hartmann e sua esposa, Elisabeth Wilhelmine Machtholf. A depressão econômica que se seguiu à Primeira Guerra Mundial na Alemanha levou o Dr. Hartmann a encontrar trabalho na China, e Erich passou sua infância lá. A família foi forçada a retornar à Alemanha em 1928, quando estourou a Guerra Civil Chinesa. Durante a Segunda Guerra Mundial, o irmão mais novo de Hartmann, Alfred, também se juntou à Luftwaffe, servindo como artilheiro em um Junkers Ju 87 no Norte da África. Alfred Hartmann foi capturado pelos britânicos e passou quatro anos como prisioneiro de guerra.
Hartmann foi educado na Volksschule em Weil im Schönbuch (abril de 1928 – abril de 1932), o Ginásio em Böblingen (abril de 1932 – abril de 1936), nos Institutos Nacionais de Educação Política (Escola de Educação Secundária Nazista) em Rottweil (abril de 1936 – abril de 1937), e o Ginásio em Korntal-Münchingen (abril de 1937 – abril de 1940), de onde recebeu seu Abitur. Foi em Korntal que ele conheceu sua futura esposa, Ursula "Usch" Paetsch.
A carreira de piloto de Hartmann começou quando ele se juntou ao programa de treinamento de planadores da Luftwaffe e foi ensinado a voar por sua mãe, uma das primeiras mulheres a pilotar planadores na Alemanha. Os Hartmann também possuíam uma aeronave leve, mas foram forçados a vendê-la em 1932, quando a economia alemã entrou em colapso. A ascensão ao poder do Partido Nazista em 1933 resultou no apoio do governo ao voo livre e, em 1936, Elisabeth Hartmann estabeleceu o clube de planadores em Weil im Schönbuch para os habitantes locais e serviu como instrutor. Hartmann aos 14 anos, tornou-se instrutor de planador na Juventude Hitlerista. Em 1937, ele ganhou sua licença de piloto, permitindo-lhe voar em aeronaves motorizadas.
Hartmann começou seu treinamento militar em 1º de outubro de 1940 no 10.º Regimento de Voo em Neukuhren. Em 1º de março 1941, ele progrediu para a Luftkriegsschule 2 (Escola de Guerra Aérea 2) em Berlin-Gatow, fazendo seu primeiro voo com um instrutor quatro dias depois, seguido em pouco menos de três semanas por seu primeiro voo solo. Ele completou seu treinamento de voo básico em outubro de 1941 e começou o treinamento de voo avançado na escola de pré-caça 2 em Lachen-Speyerdorf em 1 de novembro de 1941. Lá, Hartmann aprendeu técnicas de combate e habilidades de artilharia. Seu treinamento avançado de piloto foi concluído em 31 de janeiro de 1942 e, entre 1 de março de 1942 e 20 de agosto de 1942, ele aprendeu a voar no Messerschmitt Bf 109 na Jagdfliegerschule 2 (Escola de Pilotos de Caça 2).
O tempo de Hartmann como piloto em treinamento nem sempre foi tranquilo. Em 31 de março de 1942, durante um voo de treinamento de artilharia, ele ignorou os regulamentos e realizou algumas acrobacias em seu Bf 109 sobre o campo de aviação de Zerbst. Sua punição foi uma semana de confinamento em quartos com a perda de dois terços de seu salário em multas. Hartmann lembrou mais tarde que o incidente salvou sua vida:
Aquela semana confinada ao meu quarto realmente salvou minha vida. Eu estava programado para subir em um voo de artilharia na tarde em que estava confinado. Meu colega de quarto pegou o voo em vez de mim, em uma aeronave que eu tinha programado para voar. Pouco depois de decolar, a caminho do campo de tiro, ele teve problemas no motor e teve que fazer um pouso forçado próximo à ferrovia Hindenburg-Kattowitz. Ele morreu no acidente.
Posteriormente, Hartmann praticou com afinco e adotou um novo credo que passou para outros jovens pilotos: "Voe com sua cabeça, não com seus músculos." Durante uma sessão de treino de artilharia em junho de 1942, ele atingiu um alvo drogue (âncora flutuante) com 24 dos 50 tiros de metralhadora, um feito que foi considerado difícil de alcançar. Seu treinamento o qualificou para voar 17 tipos diferentes de aeronaves motorizadas, e, após sua graduação, ele foi colocado em 21 de agosto de 1942 no Ergänzungs-Jagdgruppe Ost (Escola de Caças Suplementares, Leste) em Cracóvia, Alta Silésia, onde permaneceu até 10 de outubro de 1942.

## Segunda Guerra Mundial

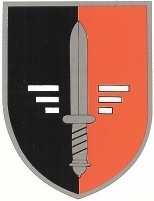
Emblema do JG 52.

Em outubro de 1942, Hartmann foi designado para o Jagdgeschwader 52 (JG 52), com base em Maikop na Frente Oriental da União Soviética. O ala estava equipado com o Messerschmitt Bf 109G, mas Hartmann e vários outros pilotos receberam inicialmente a tarefa de transportar Junkers Ju 87 Stukas até Mariupol. Seu primeiro voo terminou com falha de freio, fazendo com que o Stuka batesse e destruísse a cabine do controlador. Hartmann foi designado para o III./JG 52, liderado pelo Gruppenkommandeur Major Hubertus von Bonin, e colocado sob os cuidados do Oberfeldwebel Edmund "Paule" Roßmann, embora também tenha voado com pilotos experientes como Alfred Grislawski, Hans Dammers e Josef Zwernemann. Depois de alguns dias de intensos combates simulados e voos de prática, Grislawski admitiu que, embora Hartmann tivesse muito a aprender sobre táticas de combate, ele era um piloto talentoso.
Hartmann foi colocado como ala de Paule Roßmann, que atuou como sua professor, e um dos fatores que possibilitaram o sucesso de Hartmann. Grislawski também deu a Hartmann dicas sobre onde mirar. Hartmann eventualmente adotou a prática "Ver – Decidir – Atacar – Retroceder". As táticas foram aprendidas com Roßmann que se machucou em um braço e não era capaz de voar em duelos fisicamente exigentes. A solução de Roßmann foi "se afastar", avaliar a situação e, em seguida, selecionar um alvo que não estava fazendo uma ação evasiva e destruí-lo à queima-roupa.

### Combate aéreo precoce
Hartmann voou sua primeira missão de combate em 14 de outubro de 1942 como ala de Roßmann. Quando encontraram 10 aeronaves inimigas abaixo, um impaciente Hartmann abriu o acelerador e separou-se de Roßmann. Ele enfrentou um lutador inimigo, mas não conseguiu acertá-lo e quase colidiu com ele. Ele então correu para se proteger em nuvens baixas, e sua missão posteriormente terminou com um pouso forçado depois que sua aeronave ficou sem combustível. Hartmann violou quase todas as regras do combate ar-ar e von Bonin o sentenciou a três dias de trabalho com a equipe de terra. Vinte e dois dias depois, Hartmann conquistou sua primeira vitória, um Ilyushin Il-2 Sturmovik do 7.º Regimento de Aviação de Ataque Terrestre de Guardas, mas no final de 1942, ele havia adicionado apenas mais uma vitória à sua contagem. Tal como acontece com muitos ases de grande sucesso, levou algum tempo para se estabelecer como um piloto de caça de sucesso consistente. Em 5 de novembro de 1942, um Il-2 disparou no motor de seu Bf 109 G-2 resultando em um pouso forçado em Digora.
A aparência jovem de Hartmann rendeu-lhe o apelido de "Bubi" (a forma hipocorística de "menino" na língua alemã), e Walter Krupinski, a quem Hartmann foi designado como ala, constantemente insistia com ele: "Ei, Bubi, chegue mais perto" ou castigá-lo com "O que foi isso, Bubi?" O perigo deste método ficou evidente em 25 de maio de 1943, quando ele colidiu com um caça soviético em vez de atirar nele. No entanto, Hartmann melhorou continuamente. Na ausência de Krupinski, da terceira semana de maio à primeira semana de agosto, o número de reivindicações de Hartmann aumentou de 17 para 60.
Em 5 de julho, Hartmann conquistou quatro vitórias durante os grandes combates aéreos que ocorreram durante a Batalha de Kursk. O dia terminou mal quando Hartmann não conseguiu evitar que Krupinski fosse abatido e ferido no campo de aviação de Ugrim. Hartmann observou; "a saída de Krupinski foi um golpe severo contra o Staffel, e particularmente contra mim." De acordo com os autores Prien, Stemmer, Rodeike e Bock, Krupinski se feriu quando sua aeronave capotou durante o pouso em uma tentativa de escapar de outros Bf 109s. Durante a convalescença de Krupinski, Hartmann serviu como Staffelkapitän temporário (líder do esquadrão) do 7. Staffel até 12 de agosto. Hartmann começou a obter sucessos regularmente em um ambiente rico em alvos. Em 7 de julho, ele pela primeira vez se tornou um ás em um dia, reivindicando sete vitórias aéreas naquele dia, três aeronaves de ataque ao solo Il-2 e quatro caças LaGGs. Este número inclui dois Il-2s do regimento 1 ShAK abatidos em uma missão de manhã cedo.
Em 8 de julho de 1943, ele conquistou quatro vitórias aéreas e três no dia seguinte. Na primeira data, Hartmann reivindicou duas aeronaves em cada missão que ele voou. No primeiro, os registros soviéticos mostram que pelo menos um La-5 foi perdido. O major Tokarev do 40 IAP foi morto. À tarde, uma patrulha de dois homens com Günther Rall resultou em duas vitórias, e uma terceira para Rall. Uma análise pós-batalha soviética mencionou esse engajamento específico;
Oito Yak-1s na região de Provorot observaram dois Me 109s fora de sua rota de voo. Sem prestar atenção à aeronave inimiga, nossos caças continuaram. Aproveitando um momento conveniente, os caças alemães atacaram nossa aeronave e abateram três Yak-1s.
No início de agosto de 1943, sua contagem era de 42, mas a contagem de Hartmann mais que dobrou no final. O Exército Vermelho iniciou uma contraofensiva na região para conter a operação alemã e destruir suas forças (Operação Kutuzov e Operação Estratégica Belgorod-Carcóvia). O JG 52 esteve envolvido em operações defensivas ao longo do mês. Em 1 de agosto de 1943, Hartmann novamente tornou-se um ás em um dia, conquistando cinco vitórias sobre os caças LaGG. Outros quatro seguiram em 3 de agosto e cinco em 4 de agosto. Em 5 de agosto, o III. Gruppe foi ordenado para um aeródromo chamado Carcóvia-Rogan, 10 km a leste de Carcóvia, onde lutou contra a Operação Ofensiva Estratégica Belgorod-Carcóvia soviética. Naquele dia, ele novamente reivindicou cinco aeronaves destruídas, seguidas de uma única em 6 de agosto e outras cinco em 7 de agosto. Em 8 e 9 de agosto, ele reivindicou outros quatro caças soviéticos. A última reivindicação de Hartmann do mês veio no dia 20, quando ele contabilizou um IL-2 para sua 90.ª vitória. No mês seguinte, em 2 de setembro, ele foi nomeado Staffelkapitän do 9./JG 52. Ele substituiu o Leutnant Berthold Korts nesta função, que havia sido dado como desaparecido em ação em 29 de agosto.
Em seu primeiro ano de serviço operacional, Hartmann sentiu uma nítida falta de respeito pelos pilotos soviéticos. A maioria dos caças soviéticos nem mesmo tinha miras eficazes e seus pilotos, alguns casos nas primeiras semanas, foram forçados a desenhar uma no para-brisa à mão: "Nos primeiros dias, por incrível que possa parecer, não havia razão para você sentir medo se o piloto russo estivesse atrás de você. Com suas miras pintadas à mão, eles não conseguiram puxar a liderança corretamente (tiro de deflexão) ou bater em você." Hartmann também considerou o Bell P-39 Airacobra, o Curtiss P-40 Warhawk, e o Hawker Hurricane inferiores ao Focke-Wulf Fw 190 e Bf 109, embora tenham fornecido aos soviéticos uma valiosa tecnologia de mira.
Hartmann disse que os próprios pilotos alemães ainda aprendem com o inimigo. O congelamento de óleo nos motores DB 605 do Bf 109 G-6s dificultou a partida no frio extremo do inverno russo. Um aviador soviético capturado mostrou a eles como despejar combustível no reservatório de óleo da aeronave descongelaria o óleo e permitiria que o motor ligasse na primeira tentativa. Outra solução, também aprendida com os soviéticos, foi acender combustível sob o motor.

### Cruz de Cavaleiro da Cruz de Ferro
As demandas dos pilotos de caça aumentaram depois de Kursk. No início de agosto, Hartmann voou 20 missões, totalizando 18 horas e 29 minutos em seis dias. No final de agosto de 1943, Hartmann chegou a marca de 90 vitórias aéreas. Em 20 de agosto, em combate com Il-2s, seu Bf 109 G-6 (Werknummer 20485—número de fábrica) foi danificado por destroços e ele foi forçado a pousar atrás das linhas soviéticas às 06:20 nas proximidades de Artemivsk. O Geschwaderkommodore de Hartmann, Dietrich Hrabak, deu ordens à unidade de Hartmann para apoiar os bombardeiros de mergulho de Sturzkampfgeschwader 2, liderados por Hans-Ulrich Rudel em um contra-ataque. O voo de oito caças alemães enfrentou uma massa de caças soviéticos Yakovlev Yak-9 e Lavochkin La-5. Hartmann reivindicou duas aeronaves inimigas antes de seu caça ser atingido por destroços e ele ser forçado a fazer um pouso de emergência.
De acordo com os regulamentos, ele tentou recuperar o relógio de precisão. Enquanto ele fazia isso, os soldados soviéticos se aproximaram. Percebendo que a captura era inevitável, ele fingiu ferimentos internos. A atuação de Hartmann convenceu tanto os soviéticos que eles o colocaram em uma maca e em um caminhão. Quando o chefe da tripulação de Hartmann, Heinz Mertens, soube do ocorrido, ele pegou um rifle e foi procurar Hartmann. Mertens foi outro fator importante por trás do sucesso de Hartmann, garantindo que a aeronave fosse confiável. Hartmann posteriormente escapou, e voltou para sua unidade em 23 de agosto. Pelo menos uma fonte sugere que a causa do pouso forçado foi o fogo inimigo. O Tenente P. Yevdokimov, voando em um IL-2, do 232 ShAP, pode ter atingido Hartmann. Este período foi muito bem sucedido; durante cinco dias de agosto de 1943, Hartmann reivindicou 24 aeronaves soviéticas em 20 missões.

Símbolo do 9-JG52.

Em 18 de setembro, Hartmann abateu dois Yaks do 812.º Regimento de Aviação de Caça para as reivindicações 92 e 93. Em 20 de setembro de 1943, foi creditado com sua 100ª vitória aérea—ele reivindicou quatro neste dia para encerrá-la em 101. Ele foi o 54º piloto da Luftwaffe a atingir a marca do século. Nove dias depois, Hartmann derrubou o ás soviético Major Vladimir Semenishin do 104.º GIAP enquanto protegia bombardeiros do Kampfgeschwader 27 para sua 112ª vitória.
Em outubro de 1943, Hartmann conquistou outras 33 vitórias aéreas. Em 2 e 12 de outubro, ele contabilizou quatro vitórias e alcançou uma tripla em 14, 15 e 20 de outubro e duas vitórias em 24, 25 e 29 de outubro. Em 29 de outubro, ele foi condecorado com a Cruz de Cavaleiro da Cruz de Ferro, momento em que sua contagem chegou a 148. No final do ano, esse número havia subido para 159. Em 14 de novembro de 1943, seu Bf 109 G-6 (Werknummer 20499) sofreu falha de motor resultando em um pouso forçado no aeródromo de Kirovohrad.
Em 10 de janeiro de 1944, o III. Gruppe mudou-se para um aeródromo em localizado aproximadamente 40 km a sul-sudoeste de Novoukrainka. Enquanto estavam em Novokrasne, elementos do Gruppe também operavam em Ivanhorod (11 a 13 de janeiro), em Velyka Lepetykha (3 a 22 de fevereiro), e Mykolaiv (2 até 23 de fevereiro). Nos primeiros dois meses de 1944, Hartmann reivindicou mais de 50 aeronaves soviéticas. Os sucessos incluíram quatro em 17 de janeiro de 1944 e em 26 de fevereiro, mais 10 caças foram abatidos; todos eles P-39 soviéticos para atingir a marca de 202 vitórias. Sua taxa espetacular de sucesso levantou algumas suspeitas até mesmo no Alto Comando da Luftwaffe; suas afirmações foram verificadas duas e três vezes, e seu desempenho monitorado de perto por um observador voando em sua formação.
A essa altura, os pilotos soviéticos estavam familiarizados com o indicativo de rádio de Hartmann, Karaya 1, e o Comando Soviético tinha colocado um preço de 10.000 rublos na cabeça do piloto alemão. Hartmann foi apelidado de Cherniy Chort ("Demônio Negro") por causa de sua habilidade e esquema de pintura de sua aeronave. Este esquema tinha a forma de uma tulipa negra na capota do motor; embora isso tenha se tornado sinônimo de Hartmann, na realidade ele voou com a insígnia em apenas cinco ou seis ocasiões. Os oponentes de Hartmann frequentemente relutavam em ficar e lutar se percebessem seu projeto pessoal. Como resultado, esta aeronave era frequentemente alocada para novatos, que podiam pilotá-la com relativa segurança. Em 21 de março, foi Hartmann que marcou a 3.500ª vitória do JG 52 na guerra. No entanto, com sua taxa de morte caindo devido à relutância dos pilotos soviéticos em enfrentar seu caça, Hartmann teve o desenho da tulipa negra removido de seu Messerschmitt, permitindo que ele se misturasse ao resto de sua unidade. Consequentemente, nos dois meses seguintes, Hartmann obteve mais de 50 vitórias.
Em março de 1944, Hartmann, Gerhard Barkhorn, Walter Krupinski e Johannes Wiese foram convocados para o Berghof de Adolf Hitler em Berchtesgaden. Barkhorn seria homenageado com as Espadas, enquanto Hartmann, Krupinski e Wiese receberiam a Cruz de Cavaleiro da Cruz de Ferro com Folhas de Carvalho. De acordo com Hartmann, todos os quatro se embriagaram com conhaque e champanhe. Na chegada a Berchtesgarden, Hartmann foi repreendido pelo ajudante de Hitler, o major Nicolaus von Below por embriaguez e por manusear o chapéu de Hitler.

### Diamantes da Cruz do Cavaleiro
Em abril e maio de 1944, o 9./JG 52 resistiu à ofensiva soviética da Crimeia. Em abril, Hartmann conquistou cinco vitórias. Em maio, Hartmann apresentou as vitórias de número 208 a 231, que incluíam seis em 6 de maio. Em 8 de maio 1944, o JG 52 fugiu da região quando a defesa alemã entrou em colapso. Posteriormente, JG 52 participou dos combates na fronteira romena.
Em 21 de maio de 1944, Hartmann enfrentou aeronaves das Forças Aéreas do Exército dos Estados Unidos na Defesa do Reich pela primeira vez em defesa dos campos petrolíferos de Ploiești e enfrentou P-51 Mustangs pela primeira vez sobre a Romênia. Pesquisas em arquivos alemães mostram que Hartmann fez uma reivindicação contra um P-51 em 24 de junho de 1944. Apenas uma outra vitória contra este tipo foi feita por Hartmann em 1945.
Mais tarde naquele mês, os P-51s deixaram seu Messerschmitt sem combustível. Durante a intensa manobra, Hartmann ficou sem munição. Um dos P-51Bs pilotados pelo Tenente Robert J. Goebel do 308.º Esquadrão, 31º Grupo de Caças, se separou e foi direto para Hartmann enquanto estava pendurado em seu paraquedas. Goebel estava fazendo um passe para a câmera para registrar o seu salvamento e se afastou dele apenas no último momento, acenando para Hartmann enquanto ele passava.
Em 15 de agosto, o III. Gruppe mudou-se para Warzyn Pierwszy, Polônia. O aeródromo estava localizado aproximadamente 15 km a oeste de Jędrzejów. Dois dias depois, Hartmann tornou-se o ás de caça com maior pontuação, ultrapassando o piloto do JG 52 Gerhard Barkhorn, com sua 274ª vitória. Em 23 de agosto, Hartmann reivindicou oito vitórias em três missôes de combate, um ás em um dia, trazendo a sua pontuação de 290 vitórias. Ele ultrapassou a marca de 300 em 24 de agosto de 1944, um dia em que abateu 11 aeronaves em duas missões de combate ao sul de Radom-Lublin, representando sua maior proporção de vitórias por dia (um duplo ás em um dia) e trazendo o número de vitórias aéreas para 301.
Hartmann se tornou um dos únicos 27 soldados alemães na Segunda Guerra Mundial a receber os Diamantes em sua Cruz de Cavaleiro. Hartmann foi convocado para o Führerhauptquartier Wolfsschanze, o quartel-general militar de Adolf Hitler perto de Rastenburg, para receber o cobiçado prêmio de Hitler pessoalmente. Hartmann foi solicitado a entregar sua arma secundária — uma medida de segurança intensificada pelas consequências da tentativa de assassinato fracassada em 20 de julho de 1944. De acordo com um relato, Hartmann recusou e ameaçou recusar os Diamantes se não fosse confiável para carregar sua pistola. Durante a reunião de Hartmann com Hitler, Hartmann discutiu longamente as deficiências do treinamento de pilotos de caça. Supostamente, Hitler admitiu a Hartmann que acreditava que, "militarmente, a guerra está perdida" e que desejava que a Luftwaffe tivesse "mais como ele e Rudel."

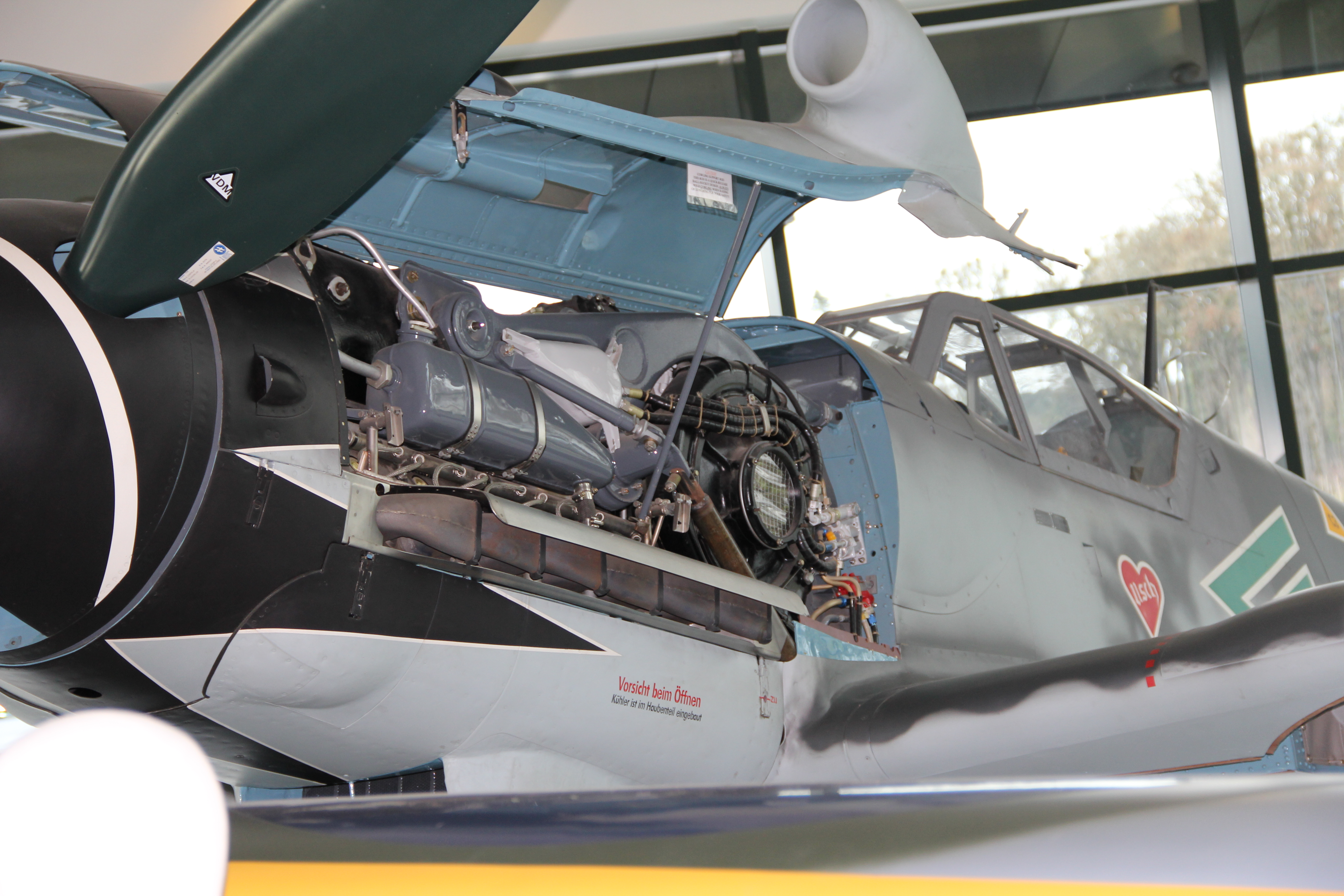
Bf 109 no esquema de cores de Hartmann em exibição no Evergreen Aviation & Space Museum

Os Diamantes da Cruz do Cavaleiro renderam a Hartmann uma licença de 10 dias. A caminho de suas férias, ele recebeu ordens do General der Jagdflieger Adolf Galland para comparecer a uma reunião em Berlin-Gatow. Galland queria transferir Hartmann para o programa de teste do Messerschmitt Me 262, mas, a pedido de Hartmann, a transferência foi cancelada com base em seu vínculo declarado com JG 52. Hartmann argumentou a Göring que ele servia melhor ao esforço de guerra na Frente Oriental. Em 10 de setembro, Hartmann se casou com sua namorada de longa data, Ursula "Usch" Paetsch. Entre as testemunhas do casamento estavam seus amigos Gerhard Barkhorn e Wilhelm Batz.
Em 25 de maio, II. Gruppe recebeu ordens de transferir um Staffel para o oeste em Defesa do Reich. Barkhorn, o comandante do II. Gruppe, selecionou o 4. Staffel do Leutnant Hans Waldmann, oficialmente designado para o II. Gruppe do Jagdgeschwader 3 "Udet" (JG 3). Em 10 de agosto, este esquadrão tornou-se oficialmente o 8. Staffel do JG 3. Em conseqüência, Hartmann foi transferido e encarregado de criar e liderar um novo 4. Staffel do JG 52. Na época, o II. Gruppe era baseado em Nagyrábé, Hungria. Antes de voar em novas missões de combate, Hartmann teve que treinar os novos pilotos inexperientes. Ele liderou este esquadrão até 16 de janeiro de 1945, quando recebeu o comando do I. Gruppe do JG 52. Hartmann transferiu o comando do 4. Staffel para o Leutnant Friedrich Haas.

### Últimas missões de combate
De 1 a 14 de fevereiro de 1945, Hartmann liderou brevemente o I. Gruppe do Jagdgeschwader 53 como Gruppenkommandeur até ser substituído por Helmut Lipfert. Em março de 1945, Hartmann, com sua pontuação agora alcançando 336 vitórias aéreas, foi convidado pela segunda vez pelo General Adolf Galland para pilotar o novo caça a jato Messerschmitt Me 262.
Hartmann participou do programa de conversão de jatos liderado por Heinrich Bär. Galland também pretendia que Hartmann voasse com o Jagdverband 44. Hartmann recusou a oferta, preferindo permanecer no JG 52. Algumas fontes relatam que a decisão de Hartmann de ficar com sua unidade foi devido a um pedido via telegrama feito por Oberstleutnant Hermann Graf.
Agora Gruppenkommandeur do I./JG 52, Erich Hartmann conquistou sua 350ª vitória aérea em 17 de abril, nas proximidades de Chrudim. A última fotografia conhecida de Hartmann durante a guerra foi tirada em conexão com esta vitória. A última vitória aérea de Hartmann ocorreu em Brno, Checoslováquia, em 8 de maio, o último dia da guerra na Europa. Naquela manhã, ele recebeu ordens de fazer uma missão de reconhecimento e relatar a posição das forças soviéticas. Hartmann decolou com seu ala às 08:30 e avistou as primeiras unidades soviéticas a apenas 40 kilometres (25 miles) de distância. Passando sobre a área, Hartmann viu um Yak-9, emboscou-o de seu ponto de vista a 12.000 ft (3.700 m) e o abateu.
Quando pousou, Hartmann soube que as forças soviéticas estavam ao alcance da artilharia do campo de aviação, então o JG 52 destruiu o Karaya One, outros 24 Bf 109s e grandes quantidades de munição. Hartmann e Hermann Graf receberam ordens de voar para o setor britânico para evitar a captura pelas forças soviéticas, enquanto o restante do JG 52 foi obrigado a se render aos soviéticos que se aproximavam. Como Gruppenkommandeur do I./JG 52, Hartmann escolheu entregar sua unidade aos membros da 90ª Divisão de Infantaria dos EUA.

## Táticas de combate
Erich Hartmann só atacava quando tinha certeza de que a situação estava inteiramente a seu favor. Era muito rápido para avaliar uma situação de combate e um excelente atirador. Só atacava de surpresa e gostava de atirar à queima-roupa (às vezes a menos de 50 metros de distância), o que eliminava a possibilidade de o inimigo escapar e destruía completamente as aeronaves inimigas. Seu avião sofreu avarias diversas vezes, pois, por atirar tão próximo, seu avião foi atingido por destroços dos aviões inimigos. Considerava o combate aéreo tradicional com manobras e troca de tiros entre os pilotos (dogfight em inglês ou Kurvenkampf em alemão) inútil e um desperdício de combustível e munição. 
Eis como ele próprio descreveu suas táticas:
| “ | Eu nunca dei muita atenção ao combate aéreo. Eu nunca combateria os russos em um dogfight. Surpresa era minha tática. Suba o máximo que puder, e se possível, ataque pelo Sol ... noventa por cento de meus ataques foram ataques de surpresa. Se obtivesse sucesso, daria um tempo e observaria a área de novo. Encontrar o inimigo depende apenas de se estar onde a ação está acontecendo e numa boa percepção visual da área. As estações de terra nos chamam pelo rádio e dão a posição dos inimigos utilizando um sistema de coordenadas de nossos mapas. Assim podemos procurar na direção correta e escolher a melhor altitude para o ataque. Se o céu estiver encoberto, prefiro atacar com toda a potência, por baixo e do lado do Sol, porque assim você pode vislumbrar o inimigo de muito longe contra a nuvem branca. Quem vê o outro primeiro tem 50% de chance de obter a vitória. A segunda parte de minha tática é o ponto de tomada de decisão. Isto é, você vê o inimigo e ataca imediatamente, ou espera obter uma melhor vantagem ou manobra na tentativa de obter uma melhor posição ou finalmente decide não atacar. Por exemplo, se você tem que atacar o inimigo contra o Sol, se você não tem vantagem da altitude, se o inimigo está voando fora das nuvens, mantenha-o sob controle longe o suficiente, de modo que você possa modificar sua posição relativa ao Sol ou às nuvens, e mergulhe para trocar altitude por velocidade. Só então ataque. Não importa se é uma aeronave solitária ou um grupo de aeronaves em formação. O importante é destruir a aeronave inimiga. Manobre rápida e agressivamente, atire de perto, o mais perto possível, de modo a garantir que seus obuses (espécie de artilharia) atinjam o inimigo, sem desperdiçar munição. Eu falo a meus comandados: Só atire quando a aeronave inimiga preencher toda a sua visão! Finalmente, abandone a área. Se você atirar e sair, pense em sobreviver. Observe sempre às "seis horas". Livre-se dos potenciais atacantes, ou descubra um novo ponto para reengajar no combate, mas só o faça de novo se você tiver alguma vantagem. | ” |

## Prisioneiro de guerra

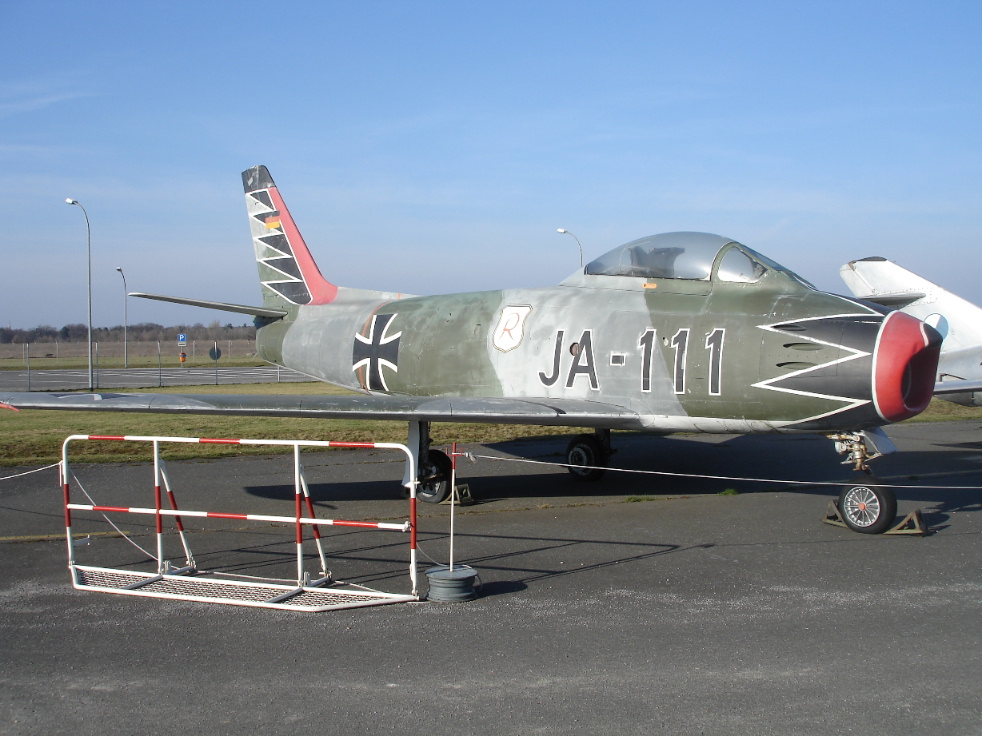
Canadair Sabre com a "tulipa" de Hartmann no Luftwaffenmuseum.

Após sua captura, o Exército dos EUA entregou Hartmann, seus pilotos e tripulação de solo para a União Soviética em 14 de maio, onde foi preso em conformidade com os Acordos de Ialta, que afirmavam que aviadores e soldados lutando contra as forças soviéticas deveriam se render diretamente a eles. Hartmann e sua unidade foram conduzidos pelos americanos a um grande complexo ao ar livre para aguardar a transferência.
No relato de Hartmann, os soviéticos tentaram convencê-lo a cooperar com eles. Ele foi convidado a espionar seus colegas oficiais, mas recusou e recebeu dez dias de confinamento solitário em uma câmara de quatro por nove por seis pés. Ele dormia no chão de concreto e recebia apenas pão e água. Em outra ocasião, de acordo com Hartmann, os soviéticos ameaçaram sequestrar e assassinar sua esposa (a morte de seu filho foi ocultada de Hartmann). Durante interrogatórios semelhantes sobre seu conhecimento do Me 262, Hartmann foi atingido por um oficial soviético usando uma bengala, o que levou Hartmann a bater no agressor com uma cadeira, nocauteando-o. Esperando ser baleado, ele foi transferido de volta para o pequeno bunker.
Hartmann, não envergonhado de seu serviço de guerra, optou por fazer uma greve de fome e morrer de fome, em vez de ceder à "vontade soviética", como ele a chamou. Os soviéticos permitiram que a greve de fome durasse quatro dias antes de alimentá-lo à força. Esforços mais sutis das autoridades soviéticas para converter Hartmann ao comunismo também falharam. Foi-lhe oferecido um cargo na Força Aérea da Alemanha Oriental, que ele recusou:
Se, depois de eu estar em casa no Oeste, você me fizer uma oferta de contrato normal, um negócio como o que as pessoas assinam todos os dias em todo o mundo, e eu gostar de sua oferta, então voltarei e trabalharei com você de acordo com o contrato. Mas se você tentar me colocar para trabalhar sob coerção de qualquer tipo, então resistirei ao meu suspiro de morte.

### Acusações de crimes de guerra
Durante seu cativeiro, Hartmann foi preso pela primeira vez em 24 de dezembro de 1949 e, três dias depois, foi condenado a 20 anos de prisão. A sentença foi executada pelo Ministério da Administração Interna no distrito de Ivanovo. A investigação criminal preliminar foi realizada apenas formalmente. Ele foi condenado por atrocidades contra cidadãos soviéticos, o ataque a objetos militares e a destruição de aeronaves soviéticas, causando danos significativos à economia soviética. Hartmann protestou várias vezes contra esse julgamento. Em junho de 1951, ele foi acusado pela segunda vez como um suposto membro de um grupo anti-soviético. 
Este tribunal foi realizado sob autoridade militar no distrito militar de Rostov-on-Don. Hartmann foi acusado de crimes de guerra, especificamente o "tiro deliberado de 780 civis soviéticos" na vila de Briansk, atacando uma fábrica de pão em 23 de maio de 1943 e destruindo 345 aeronaves soviéticas "caras". Ele se recusou a confessar essas acusações e conduziu sua própria defesa, que, de acordo com Hartmann, o juiz presidente denunciou como uma "perda de tempo".
Condenado a 25 anos de trabalhos forçados, ele se recusou a trabalhar e foi colocado em confinamento solitário, o que gerou uma rebelião por parte de alguns de seus companheiros de prisão, que subjugaram os guardas e o libertaram temporariamente. Ele fez uma queixa ao Kommandant, pedindo um representante de Moscou e uma inspeção internacional, bem como uma nova audiência de julgamento para anular sua sentença. O pedido foi recusado e ele foi transferido para um campo em Novocherkassk, onde passou mais cinco meses em confinamento solitário. Mais tarde, ele foi levado a um novo tribunal, que manteve a sentença original. Ele foi posteriormente enviado para outro campo, desta vez em Diaterka, nos Montes Urais. No final de 1955, Hartmann foi liberado como parte do último Heimkehrer.
Em janeiro de 1997, mais de três anos após sua morte, o caso de Hartmann foi analisado pelo Procurador-Geral Militar em Moscou, na Federação Russa, após a dissolução da União Soviética, e ele foi absolvido de todas as acusações históricas contra ele na legislação russa. A agência governamental afirmou que ele havia sido condenado injustamente.

## Anos pós-guerra
Durante sua longa prisão, o filho de Hartmann, Erich-Peter, nasceu em 1945 e morreu com três anos de idade em 1948, sem que seu pai o tivesse visto. Hartmann teve mais tarde uma filha, Ursula Isabel, nascida em 23 de fevereiro de 1957. Quando Hartmann retornou à Alemanha Ocidental, ele voltou ao serviço militar no Bundeswehr e tornou-se um oficial da Força Aérea Alemã, onde comandou a primeira unidade totalmente a jato da Alemanha Ocidental de 6 de junho de 1959 a 29 de maio de 1962, Jagdgeschwader 71 "Richthofen". Esta unidade foi equipada inicialmente com Canadair Sabres e mais tarde com Lockheed F-104 Starfighters.

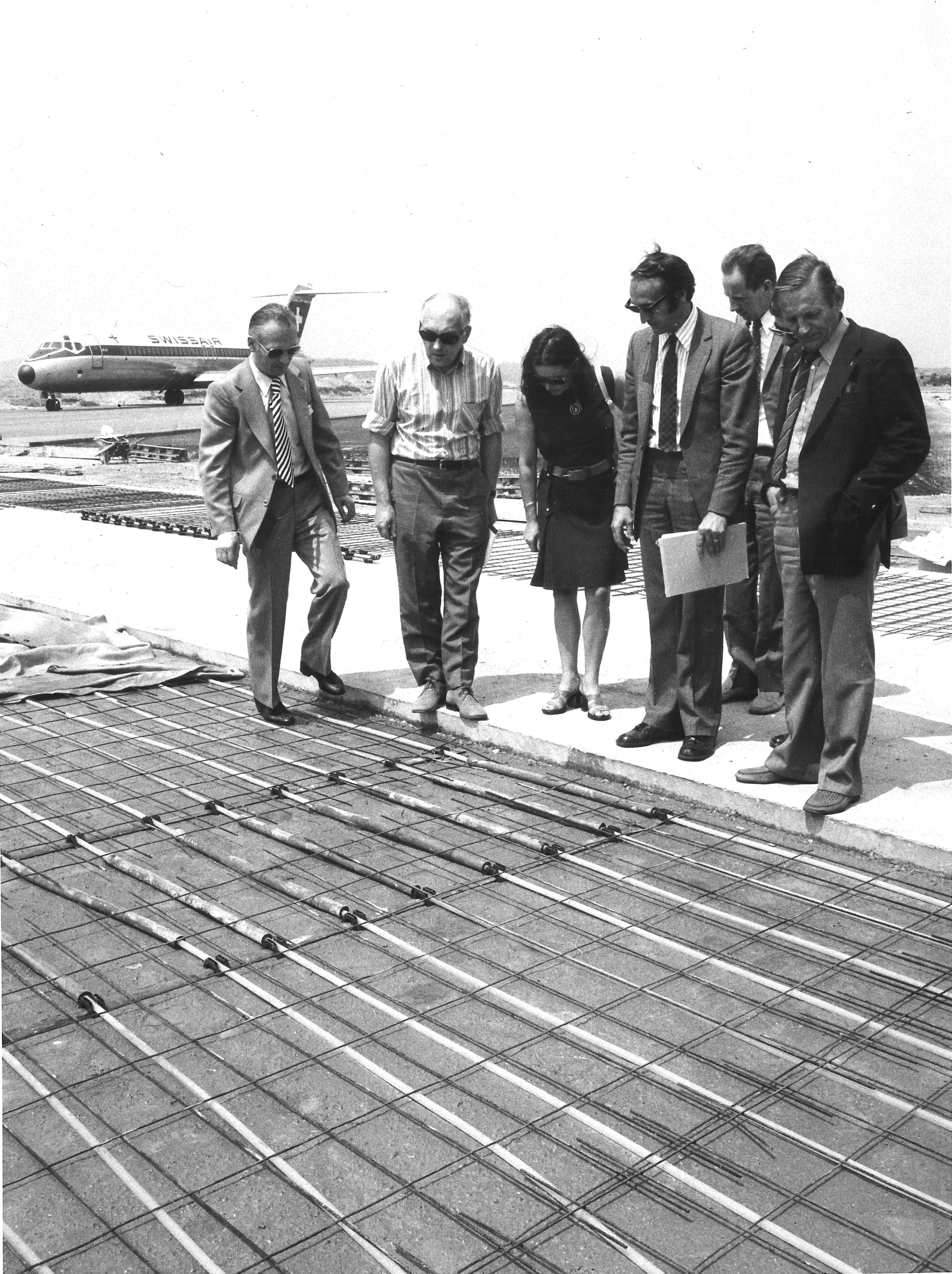
Hartmann (à direita), em 1972 como consultor durante a construção no Aeroporto de Zurique.

Hartmann também fez várias viagens aos Estados Unidos, onde foi treinado em equipamentos da Força Aérea dos EUA. Em 1957 Hartmann começou a treinar com instrutores americanos. Os pilotos alemães foram treinados na Base da Força Aérea Luke, no Arizona. O curso de caça Republic F-84 Thunderjet durou 60 dias e consistiu em 33 horas de voo no Lockheed T-33 e 47 horas no Republic F-84F Thunderstreak. Hartmann e os ex-pilotos da Luftwaffe precisavam apenas de treinamento de familiarização.
Hartmann considerou o F-104 uma aeronave fundamentalmente defeituosa e insegura e se opôs fortemente à sua adoção pela Força Aérea. Já em 1957, Hartmann havia recomendado a Kammhuber para primeiro comprar e avaliar algumas aeronaves novas e desconhecidas antes de comprometer a força aérea com um novo tipo de aeronave. Embora os eventos posteriormente validassem sua opinião negativa sobre a aeronave (269 acidentes e 116 pilotos alemães mortos no F-104 em missões de não-combate, juntamente com alegações de subornos que culminaram no escândalo de Lockheed), as críticas francas de Hartmann provaram ser impopulares com seus superiores, e ele foi colocado em uma aposentadoria precoce em 1970. De 1971 a 1974, Hartmann trabalhou como instrutor de voo em Hangelar, perto de Bonn, e também voou em voos com outros pilotos de guerra.
Hartmann morreu em 20 de setembro de 1993, aos 71 anos em Weil im Schönbuch. Em 2016, a antiga unidade de Hartmann, JG 71, o homenageou aplicando seu esquema de cores de tulipa em suas aeronaves atuais.

## Seus aviões
Durante toda a guerra Erich Hartmann só lutou em caças Messerschmitt Bf 109G, modelos G4, G6, G10 e G14, sendo que este último foi o seu favorito.
Em 1944 e 1945 (mês de março), recebeu treinamento para pilotar o primeiro caça a jato da história a entrar em combate: o Messerschmitt Me 262, mas nunca combateu pilotando esta aeronave.
| |                      |
| Modelo em escala do Messerschmitt Bf 109G, de Erich Hartmann, exposto no Museo del modellismo storico da Itália. | Messerschmitt Me 262 |

## Vitórias marcantes
- Primeira vitória: 5 novembro de 1942. Abateu um Ilyushin Il-2 soviético.
- Segunda vitória: 27 de janeiro de 1943, contra um MiG-3.
- 20 de setembro de 1943: a centésima vitória.
- 4 de junho de 1944: num único combate na Romênia, abateu 7 caças americanos P-51 Mustang.
- 24 de agosto de 1944: enfrentou uma esquadrilha soviética e abateu 11 aeronaves.
- 8 de maio de 1945: a última vitória (a de n.º 352). No último dia da II Guerra Mundial, abateu um Yak-11. O piloto soviético realizava acrobacias sobre a cidade de Brünn (Alemanha) para comemorar a rendição alemã recém-anunciada.

## Sumário da carreira

### Condecorações
- Distintivo de Voo do Fronte da Luftwaffe em Ouro com flâmula "1300"[94]
- Distintivo de Piloto/Observador em Ouro com diamantes (25 de agosto de 1944)[94]
- Troféu de Honra da Luftwaffe (13 de setembro de 1943)[95]
- Cruz Germânica em Ouro (17 de outubro de 1943)[96]
- Cruz de Ferro (1939)
  - 2ª classe (17 de dezembro de 1942)[97]
  - 1ª classe (7 de março de 1943)[97]
- Cruz de Cavaleiro da Cruz de Ferro (29 de outubro de 1943) como Leutnant e piloto no 9./JG 52[98][Notas 2]
  - 420ª Folhas de Carvalho (2 de março de 1944) como Leutnant e Staffelführer do 9./JG 52[99][100]
  - 75ª Espadas (4 de julho de 1944) como Oberleutnant e Staffelkapitän do 9./JG 52[99][101]
  - 18º Diamantes (25 de agosto de 1944) como Oberleutnant e Staffelkapitän do 9./JG 52[99][102]

### Promoções
Wehrmacht
- 1 de abril de 1942 – Leutnant (segundo tenente)[103]
- 1 de maio de 1944 – Oberleutnant (primeiro tenente)[104]
- 1 de setembro de 1944 – Hauptmann (capitão)[105]
- 8 de maio de 1945 – Major (major)[Notas 3]

Bundeswehr
- 12 de dezembro de 1960 – Oberstleutnant (tenente-coronel)[106]
- 26 de julho de 1967 – Oberst (coronel)[106]

### Unidades
- Jagdgeschwader 52 - Staffelkapitän do 7./JG 52, 9./JG 52 e 6./JG 52
- Kommandeur do I/JG 52 (1.2.45 - 8.5.45)
- Jagdgeschwader 53 "Pik-As" - Kommandeur do I/JG 53 (1.12.44 - 1.45)

## Fatos curiosos
- Todos os aviões de seu esquadrão tinham o desenho de um coração atravessado por uma flecha.
- Seu codinome para comunicação de rádio era Karaya One ou coração doce 1.
- Os soviéticos apelidaram-no de Cherniye Chort (черный дьявол - demônio negro)
- Erich Hartmann pintou uma tulipa negra em seu caça, o que lhe valeu o apelido de demônio negro dado pelos soviéticos, e no coração lia-se "Ushi", apelido de sua namorada Úrsula, com quem se casou em 9 de setembro de 1944. Depois teve que apagar o desenho da tulipa, pois os pilotos russos reconheciam seu avião através dele e evitavam o combate.
- Seu companheiro Walter Krupinski apelidou-o "Bubi" (garoto), pois aos 20 anos de idade aparentava ser mais jovem.